# Pedro Ramón de Arriagada
Pedro Ramón (de) Arriagada (Chillán, 12 de octubre de 1779-Santiago, el 21 de abril de 1835) fue un oficial de milicias independentistas chileno. Formó parte del bando "Patriota", siendo uno de los elementos exaltados del Primer Congreso Nacional de Chile (1811).

## Biografía
Fue compañero de estudios primarios de Bernardo O'Higgins, en el Colegio de Naturales de Chillán, más tarde su amigo personal. Heredero de la propiedad de Membrillar, vecina de Las Canteras. 
Sus ideas independentistas le valieron un tiempo la persecución del gobernardo Antonio García Carrasco, quien le ordenó proceso judicial en su contra, siendo reducido a prisión y encarcelado en Santiago. Al lograr su libertad (1808), volvió a Chillán y continuó su propaganda libertaria. 
En 1811, fue elegido miembro del Primer Congreso Nacional de Chile, inaugurado el 4 de julio de ese año, como diputado propietario del distrito de Chillán.

### Actividades Públicas
- Regidor del Cabildo de Chillán (1808).
- Miembro de la Junta Gubernativa del Reino (2 de mayo de 1811).
- Diputado por Chillán (1811).
- Participó en la Batalla de Chacabuco (1817), tras la cual fue nombrado Gobernador de Chillán (1818).
- Teniente coronel del Ejército de Chile (1819).
- Integrante del movimiento pipiolo (1822).
- Diputado por Chillán (1822-1823).
- Firmante de la Constitución de la convención de 1822.
- Diputado por Chillán (1823-1824).
- Diputado por Chillán (1824-1825).

### Vida privada
Enfermó gravemente en 1829, por lo que se retiró del ejército, y murió en 1831. Estuvo casado con María Antonia García. Su hija Carmen Arriagada fue famosa por ser la compañera sentimental de Mauricio Rugendas en Chile y por su epistolario, de una gran calidad, que hace que se le considere una de las primeras escritoras chilenas. 
Pedro de Arriagada fue también padre del oficial chileno Ramón Toribio Arriagada, veterano condecorado de la Guerra del Pacífico.